# Bombina
Bombina és un gènere d'amfibis anurs de la família Bombinatoridae amb 8 espècies que es troben a Euràsia.

## Taxonomia
- Bombina bombina (Linnaeus, 1761)
- Bombina fortinuptialis (Tian & Wu, 1978)
- Bombina lichuanensis
- Bombina maxima (Boulenger, 1905)
- Bombina microdeladigitora (Liu, Hu & Yang, 1960)
- Bombina pachypus
- Bombina orientalis (Boulenger, 1890)
- Bombina variegata (Linnaeus, 1758)